# C-93
C-93 was een Curaçaose belangenpartij. De partij bestond van 1993 tot 2006.
Opgericht in 1993 werd de partij vernoemd naar "optie C" van het op 19 november 1993 gehouden eerste Curaçaos referendum over de staatkundige toekomst. Optie C stond voor integratie met Nederland. Oprichter en leider van de partij was de voormalig FOL-politicus en leider Stanley Brown, die van de Nederlandse Antillen een dertiende provincie van Nederland wilde maken. In de volksraadpleging kreeg optie C 8,02% van de stemmen. 
In 2005 verliet Brown de partij om verder te gaan als lijsttrekker van de Movementu Opshon D pa Provinsia Outónomo den Reino (Optie D-beweging voor een zelfstandige provincie in het Koninkrijk) (MOD.POR), een nieuwe partij gebaseerd op "optie D" van het tweede Curaçaos referendum van 8 april 2005. C-93 werd in 2006 opgeheven.

## Staten Nederlandse Antillen
C-93 deed op 30 januari 1998 mee aan de verkiezingen voor de Staten van de Nederlandse Antillen, doch haalde met circa twaalfhonderd stemmen de kiesdrempel niet. Bij de verkiezingen van 18 januari 2002 behaalde de partij 3,55% van de stemmen in de kieskring Curaçao en geen van de 14 aan Curaçao toekomende statenzetels.